# 1090 (numero)
Millenovanta (1090) è il numero naturale dopo il 1089 e prima del 1091.

## Proprietà matematiche
- È un numero pari.
- È un numero composto da 8 divisori: 1, 2, 5, 10, 109, 218, 545, 1090. Poiché la somma dei suoi divisori (escluso il numero stesso) è 890 < 1090, è un numero difettivo.
- È un numero sfenico.
- È un numero 26-gonale.
- È un numero felice.
- È un numero di Harshad nel sistema numerico decimale, cioè è divisibile per la somma delle sue cifre.
- È un numero odioso.
- È un numero intero privo di quadrati.
- È un numero palindromo nel sistema di numerazione posizionale a base 9 (1441)
- È parte delle terne pitagoriche (66, 1088, 1090), (368, 1026, 1090), (600, 910, 1090), (654, 872, 1090), (1090, 2616, 2834), (1090, 11856, 11906), (1090, 59400, 59410), (1090, 297024, 297026).

## Astronomia
- 1090 Sumida è un asteroide della fascia principale del sistema solare.

## Astronautica
- Cosmos 1090 è un satellite artificiale russo.